# Инициатива Зогби
Инициатива Зогби (Мелькитская инициатива) — экуменическая инициатива иерарха Мелькитской грекокатолической церкви Илии (Зогби) с целью установления евхаристического общения между православным Антиохийским патриархатом и грекокатолической Мелькитской церковью. Данная инициатива была основана на двусторонних богословских консультациях и заключалась в выдвижении идеи евхаристического общения между православным и греко-католическим патриархатами Антиохии без присоединения одной церкви к другой. Инициатива была предложена на рассмотрение Священным синодам двух церквей в конце 1990-х годов. Несмотря на некоторую поддержку данной инициативы отдельными иерархами двух церквей, восстановить единство патриархатов не удалось из-за неприятия инициативы Священным синодом Антиохийской церкви и Святым Престолом. 

## Предыстория
Миссионерская деятельность католиков в Османской империи на рубеже XVII—XVIII веков привела к росту прокатолических настроений в Антиохийской православной церкви. Это привело к избранию в 1724 году на патриарший престол прокатолического кандидата Кирилла Танаса. В ответ Патриарх Константинопольский Иеремия III при поддержке османских властей посвятил в патриархи монаха Сильвестра и отлучил Кирилла Танаса. В 1729 году папа Бенедикт XIII признал избрание Кирилла, а в 1744 году папа Бенедикт XIV даровал Кириллу паллий, что означало признание Кирилла восточным патриархом, находящимся в единстве с Римской церковью. Таким образом оформился окончательный раскол Антиохийского патриархата, а часть Антиохийской православной церкви (особенно на территории современного Ливана) вступила в унию с Католической церковью.
В 1848 году Мелькитская церковь была признана османскими властями, что значительно облегчило положение мелькитов-католиков. На протяжении XIX века происходила латинизация Мелькитской церкви, хотя её степень была значительно ниже, чем в других Восточнокатолических церквях. Во второй половине XIX века конфликт священноначалия Мелькитской церкви со Святым Престолом привёл к противостоянию мелькитского патриарха Григория II догмату о папской непогрешимости на Первом Ватиканском соборе (1869—1870). Мелькитская католическая церковь имеет статус патриархата. Мелькитский патриархат — один из шести восточнокатолических патриархатов и единственный патриархат византийского обряда.  Мелькитская церковь следует традициям греческой или византийской церкви Антиохии. Мелькитский патриарх носит титул Патриарха Антиохии и всего Востока, Александрии и Иерусалима. Церковь расположена на Ближнем Востоке и насчитывает шестнадцать епархий в Сирии, Ливане, Палестине, Иордании, Израиле, Египте и в диаспоре.

## История инициативы
В конце XX века начались активные экуменические контакты и диалог между Антиохийской православной церковью и греко-католической Мелькитской церковью. В 1974 году по инициативе мелькитского архиепископа Баальбека Илии (Зогби) две церкви сформировали двустороннюю богословскую комиссию для движения к евхаристическому общению. Однако гражданская война в Ливане помешала осуществлению диалога между церквами. В 1995 году Илия (Зогби) представил синоду Мелькитской грекокатолической церкви формулу на основе которой, должно было состояться единение с православными. Она заключалось в полном признании догм Православной церкви и в общении в таинствах с епископом Рима, в пределах, признанных святыми отцами Востока в течение первого тысячелетия, до разделения. Данную инициативу одобрили 24 из 26 членов Священного синода Мелькитской церкви, а позже она была представлена антиохийскому православному патриарху Игнатию IV и мелькитскому патриарху Максиму V. Развитие данной экуменической инициативы привело к началу работы двусторонней богословской комиссии (по 2 богослова от каждой стороны), которая  подготовила документ под названием «Воссоединение Антиохийского Патриархата». В состав комиссии от мелькитов вошли бывший митрополит Баальбекский Илия Зогби и действующий митрополит Баальбека Кирилл Салим Бустрос, православную сторону представляли митрополит Библосский и Батрунский Георгий (Ходр) и митрополит Бейрутский Илия (Ауди).
Работа комиссии обсуждалась на заседаниях синодов Мелькитской грекокатолической (июль 1996) и Антиохийской православной (октябрь 1999 года) церквей. Священный синод Мелькитской грекокатолической церкви, состоявший из 34 иерархов во главе с патриархом Максимом V, проводивший заседание с 22 по 27 июля 1996 года одобрил инициативу Зогби и отметил в своём заявлении:

«[Мы] с нетерпением ждём того дня, когда греко-мелькитские католики и греческие православные Антиохийского патриархата вернутся к тому, чтобы быть одной церковью и одним патриархатом… это воссоединение не означает победы одной церкви над другой, перехода одной церкви в другую или растворения одной церкви в другой. Скорее, это означает конец разделению между братьями, которое произошло в 1724 году и привело к существованию двух отдельных независимых патриархатов, и вместе вернуться к единству, которое преобладало в едином Антиохийском патриархате».
Священной синод Антиохийской православной церкви принял решение продолжить контакты с Мелькитской грекокатолической церковью и участие во всеправославно-католическом диалоге в рамках работы Смешанной международной богословской комиссии. Однако православная сторона также отметила, что интеркоммунион с Мелькитской церковью должен являться не первым, а последним шагом на пути к полному единству. Также синод отметил, что вступление в общение с Мелькитской церковью должно быть одобрено на всеправославном уровне. Комментируя в 1997 году «Мелькитскую инициативу» в письме патриарху Максиму V, префект Конгрегации доктрины веры кардинал Йозеф Ратцингер, префект Конгрегации по делам восточных церквей кардинал Акилле Сильвестрини и кардинал Эдвард Кассиди, председатель Папского совета по содействию христианскому единству раскритиковали идею интеркоммуниона между отдельной восточнокатолической и отдельной поместной православной церковью и отметили: «следует избегать преждевременных односторонних инициатив».

## Богословские аспекты инициативы
В 1981 году митрополит Илия (Зогби) выпустил свою книгу «Все ли мы раскольники?» (фр. «Tous Schismatiques?») в которой выдвинул свою идею двойного общения. Двойное общение должно было заключаться в продолжении единства Мелькитской церкви с Апостольским престолом Рима и в то же время в евхаристическом общении с православным Антиохийским патриархатом. В соответствии с инициативой Зогби, сближение Католической и православных церквей требовало новой трактовки папского примата. Это должно было выразиться в развитии синодальности в духе Второго Ватиканского собора. В соответствии с идеями Зогби «Папа не должен выполнять в восточных патриархатах ту роль, которую он выполняет в Латинской церкви в качестве патриарха Запада». 
Богословские и канонические правила, принятые после раскола 1054 года в Западной церкви остаются обязательными только для Католической церкви. Положения, принятые после раскола в Православной церкви остаются обязательными только в православных церквях. Зогби ставит острый вопрос соотношения примата и синодальности: «согласно нашему пониманию истории и традиций Церкви, Церковью должны управлять епископы, находящиеся в общении с Папой, но не только Папа, без епископата».